# Ė

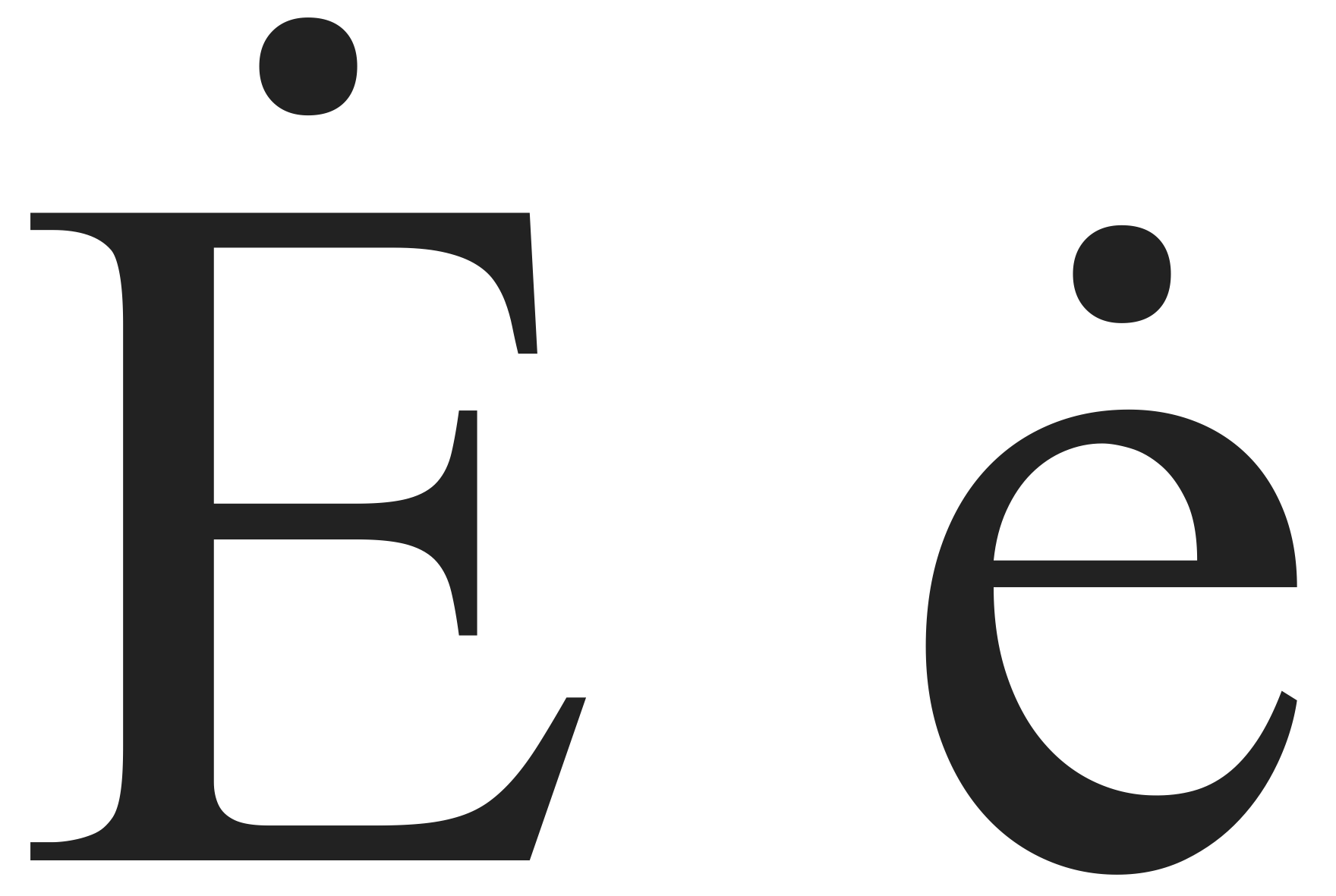
تصویر Ė ė در دو حالت بزرگ و کوچک

Ė ė نهمین حرف از الفبای لیتوانیایی است. همچنین در گویش کولش از زبان آلمانی و زبان شاینی نیز این حرف کاربرد دارد.
ابداع‌کنندهٔ این حرف دانیل کلاین بود، کسی که نخستین دستور زبان لیتوانیایی را نگاشت. این حرف در این زبان به صورت یای مجهول تلفظ می‌شود.

## دیگر کاربردها
- برای نویسه‌کردانی حرف سیریلیک э  به لاتین از ė بهره‌می‌برند.

## منبع
Wikipedia contributors, "Ė," Wikipedia, The Free Encyclopedia, http://en.wikipedia.org/w/index.php?title=%C4%96&oldid=614046513 (accessed July 15, 2014).